# König Ottokars Glück und Ende
König Ottokars Glück und Ende (volně přeloženo Sláva a pád krále Otakara) je divadelní hra – tragédie o pěti dějstvích Franze Grillparzera. Autor hru napsal v roce 1823, ale uvedení se zpozdilo kvůli potížím s cenzurou, kterou nařídil Josef Schreyvogel. Císařovna ale dostala hru k přečtení a přimluvila se u císaře Františka I. za uvedení, které se konalo 19. února 1825 ve vídeňském Burgtheater. Metternichovská cenzura se ovšem postarala například o to, aby Grillparzer nezískal místo ředitele Dvorské knihovny. Ve skutečnosti chtěl autor napsal drama o Napoleonu Bonapartovi, ovšem právě proto, že se bál odmítnutí cenzury, zvolil místo něj českého krále Přemysla Otakara II. (1233-1278), který měl podobné vlastnosti.
Český král v této hře vystupuje jako vášnivý uzurpátor. Grillparzerovi kvůli tomu chodily z Čech výhrůžné dopisy, které považoval za nevhodné projevy jinak chvályhodného národního citu. Grillparzerovi, podobně jako v jeho hře o kněžně Libuši Libussa, ve skutečnosti vůbec nešlo o českou historii (v tom případě by totiž byl v souboji s historickými fakty na hlavu poražen). V König Ottokars Glück und Ende se pokusil s takřka moderním realismem popsat relativitu moci a mizivost „velkého světa“.
Do češtiny hru přeložil v roce 2019 Radek Malý a knižně ji téhož roku vydala Městská divadla pražská.

## Postavy
- Přemysl Otakar II., český král
- Markéta Babenberská, vdova po Jindřichu Štaufském, jeho první choť
- Beneš z Dědic, Milota z Dědic a Záviš z Falkenštejna, Vítkovci
- Berta, Benešova dcera
- biskup Bruno ze Schauenburka, olomoucký biskup a králův kancléř
- Béla IV., uherský král
- Kunhuta Uherská, Bélova vnučka a Otakarova druhá choť
- Rudolf I. Habsburský
- Albrecht a Rudolf, jeho synové
- Friedrich Zollern, purkrabí mnichovský
- Heinrich von Lichtenstein a Berthold Schenk von Emersberg, rakouští rytíři
- Starý Merenberg, Friedrich Pettauer a Seyfried Merenberg, štýrští rytíři
- Herbott von Füllenstein
- Ortolf von Windischgrätz
- Ottokar von Hornek
- Merenbergova manželka
- Paltram Vatzo, purkrabí vídeňský
- purkrabí pražský
- císařský herold
- kostelník z Götzendorfu
- kancléř mohučského arcibiskupa
- Alžběta, Markétina dvorní dáma
- Kunhutiny dvorní dámy
- delegáti říšských voleb
- čeští, rakouští, štýrští a korutanští velmožové a válečníci

## Děj
Děj začíná v roce 1261 Otakarovým rozvodem s Markétou Babenberskou. Jako důvod Otakar uvádí, že mu Markéta nedala děti, a tudíž ani dědice, a také to, že jsou příbuzní ve čtvrté rodové linii. Markéta se vzdává zemí, které zdědila po svém prvním choti – Rakouska a Štýrska. Otakar se žení s Kunhutou, vnučkou uherského krále Bély, která se tak stává novou královnou. Králi je nabídnuta římská koruna, ale když se o tom dozví mohučský arcibiskup, volba padne na hraběte Rudolfa Habsburského. Následkem je, že země rakouské a štýrské marky připadnou do vlastnictví římského krále, tedy Rudolfa.
Otakar se s touto skutečností nesmíří a dochází ke konfliktu. Je ochotný uznat Habsburkovu volbu za císaře, ovšem ne zříct se svých zemí. Poznává však, že jeho spojenci ze Štýrska stojí na straně císaře. Musí se proto spokojit s tím, že přijme v léno pouze Čechy a Moravu, a pokleká před císařem. Jakmile císařský herold vězňům, které má tato smlouva osvobodit, toto sdělí, Otakar je všechny propouští. Až na jednoho: Merenberga, který se tím, že dříve napsal dopis arcibiskupovi, pasoval na velezrádce a musí zemřít hroznou smrtí.
Mladá královna Otakara odbývá. Toto odmítání stejně jako utrpěné pokoření vede krále k tomu, aby nedodržel podmínky míru s Habsburkem. Rozhodne se shromáždit armádu. Královna uprchne se Závišem z Falkenštejna a hledá útočiště u císaře. Během boje se Otakar dozvídá, že jeho dřívější choť Markéta zemřela. U její smrtelné postele Otakar poznává, co způsobil tím, že se s Markétou dal rozvést. Rudolf Habsburský zjišťuje, že nikdo Otakarovi nechce vzít život – vyjma nutné obrany. Když ale Otakara potkává Seyfried z Merenbergu, rád by pomstil smrt svého otce. Vyzývá krále na souboj, při kterém je Otakar zabit. Císař Rudolf ještě na Moravském poli uděluje Rakousko a Štýrsko v léno svým dětem.

## Uvedení

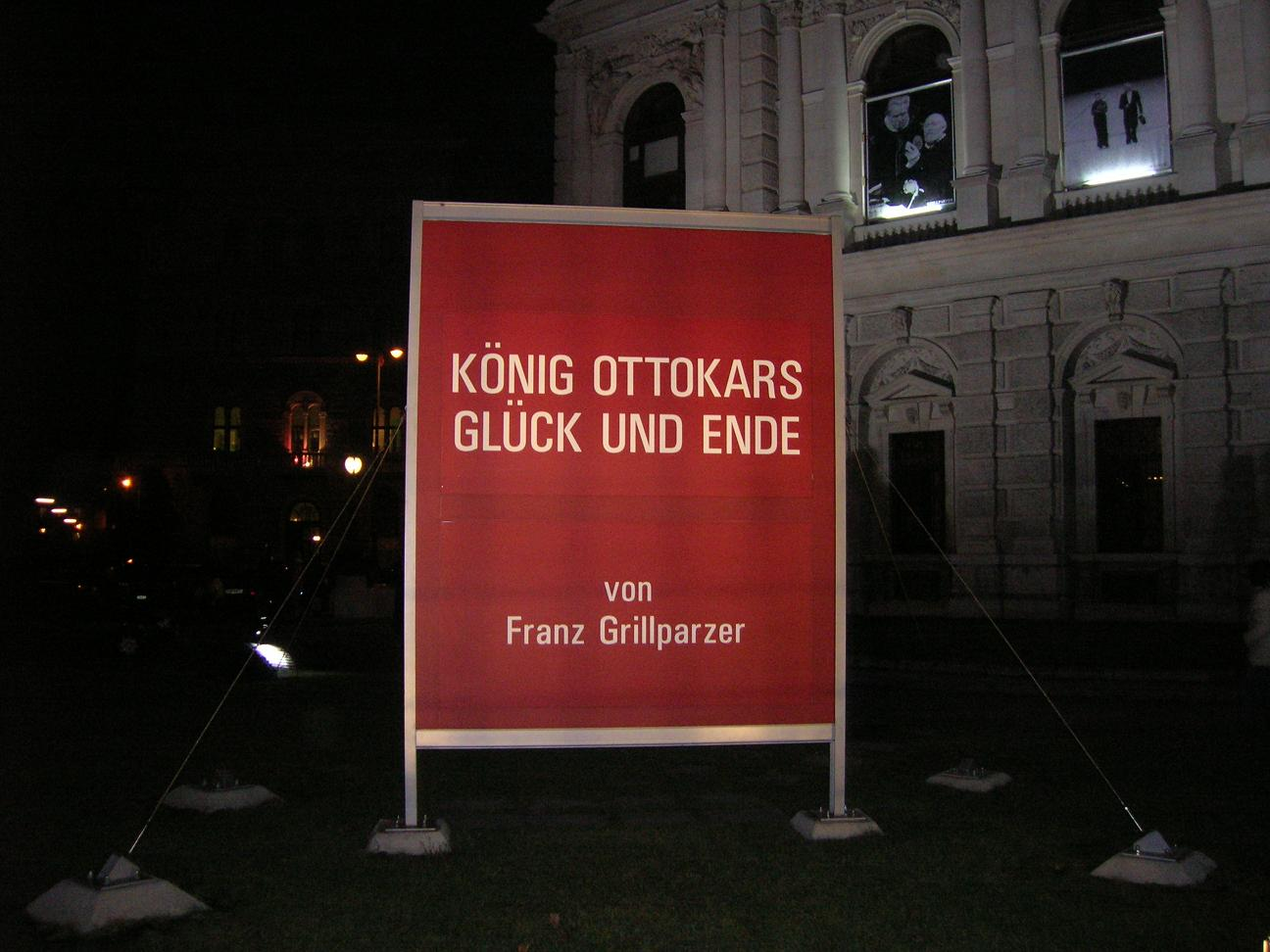
König Ottokars Glück und Ende, Burgtheater, 2005

Hra byla po roce 1825 v německy mluvících zemích často uváděna, obzvláště na programu Burgtheater. Do roku 2005 se tu konalo 12 inscenací. Když se po II. světové válce 14. listopadu 1955 znovu divadlo otevíralo, bylo zde drama slavnostně uvedeno v hlavních rolích s Ewaldem Balserem (Přemysl Otakar) a Attilou Hörbigerem (Rudolf). Inscenace zůstala věrná původní hře a zdůrazňovala - tak jako všechny následující inscenace v Burgtheateru - význam Rudolfa Habsburského pro rakouské dějiny. V roce 1991 inscenoval Wolfgang Engel hru k dvoustému výročí Grillparzerova narození.
Nová interpretace Martina Kušeje byla k vidění na Salcburském divadelním festivalu v roce 2005, u příležitosti padesátého výročí znovuotevření Burgtheateru. V představení hráli Tobias Moretti (Otakar), Michael Maertens (Rudolf Habsburský), Elisabeth Orth (Markéta), Nicholas Ofczarek (Záviš), Bibiana Beglau (Kunhuta) a Daniel Jesch (Seyfried). Kušej se soustřeďuje na střet dvou mocných mužů: tyrana, které ke krutosti donutily okolnosti, a zástupce práva, který ve skutečnosti není ničím víc než říšským úředníkem. Nechá Otakara pokořit se na kapotě Volkswagenu s vlajkou EU v ruce a Falkenštejna zastřelit Rudolfem Habsburským.
Do češtiny byla hra přeložena až v roce 2019 Radkem Malým. Českou premiéru uvedla Městská divadla pražská v divadle Komedie 15. 9. 2019 v režii Michala Háby s Martinem Pechlátem v titulní roli a Ivanem Luptákem v roli Rudolfa Habsburského. U příležitosti premiéry byl také vydán český překlad s komentáři historiků a poznámkovým aparátem Městskými divadly pražskými knižně.